# Font Sellabona
Josep Font Sellabona (Collsuspina, 1928 - Vic, Osona, 2010) fou conegut com "El trobador de Catalunya" i va ésser un dels pioners de la Cançó en català, ja que començà a interpretar temes en aquesta llengua durant els anys cinquanta del segle xx, que difonia per ràdio en un programa de Joaquín Soler Serrano, tot i que no els enregistrà. Més tard sí que n'enregistrarà alguns EP:
- L'any 1961: "Mercat del ram", "Ocells cantors", "Rosalia encisadora", "Cançó de l'enfadós".
- L'any 1963: "El cavaller Godia", "Maria Roser", "El modernitzat", "Un cel més blau".
- L'any 1964: "Una núvia estrangera", "A Emili Vendrell", "El paraigües", "Les veles".

Les seues cançons es mouen entre una visió conservadora de la realitat social i un patriotisme inofensiu d'arrel romàntica.
També era pintor professional, especialitat a la que va dedicar més temps que a la cançó, sobretot des del seu estudi obert al públic a la Vila Vella de Tossa de Mar, on feia sobretot paisatges en un estil convencional derivat de l'impressionisme.